# Deklarace nezávislosti Chile

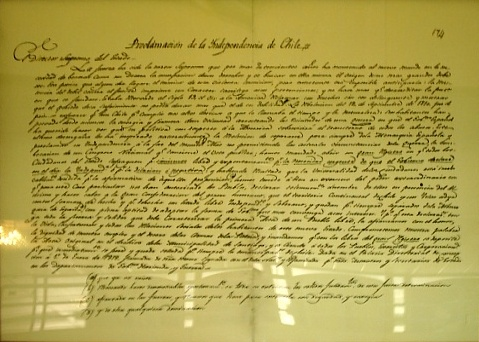
Deklarace uložená v chilském parlamentu

Deklarace nezávislosti Chile je dokument vyhlašující nezávislost Chile na Španělsku. Vznikla v lednu 1818 po lidovém hlasování, které  se vyslovilo pro  nezávislost, a v platnost vstoupila podpisem vrchního direktora Chile Bernarda O'Higginse 12. února téhož roku, o prvním výročí bitvy u Chacabuca.